# Chapada dos Veadeiros nationalpark
Chapada dos Veadeiros nationalpark
är en nationalpark i Brasilien.  Den ligger i delstaten Goiás, i den centrala delen av landet, 190 km norr om huvudstaden Brasília.
Nationalparken omfattar 655,14 km². Nationalparken grundades under namnet Tocantins nationalpark 11 januari 1961. Då omfattade parken ungefär 6250 km². 1972 reducerades området till 1 719 km² och fick i samband med detta också sitt nuvarande namn. 1981 reducerades nationalparken till sin nuvarande storlek.
Tillsammans med Emas nationalpark är nationalparken ett världsarv.
I omgivningarna runt Chapada dos Veadeiros nationalpark
växer huvudsakligen savannskog. Runt Chapada dos Veadeiros nationalpark
är det mycket glesbefolkat, med 2 invånare per kvadratkilometer. Savannklimat råder i trakten. Årsmedeltemperaturen i trakten är 23 °C. Den varmaste månaden är september, då medeltemperaturen är 26 °C, och den kallaste är maj, med 20 °C. Genomsnittlig årsnederbörd är 1 383 millimeter. Den regnigaste månaden är december, med i genomsnitt 269 mm nederbörd, och den torraste är juli, med 1 mm nederbörd.

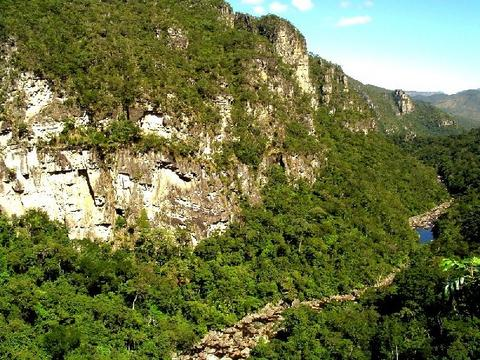
Vegetation
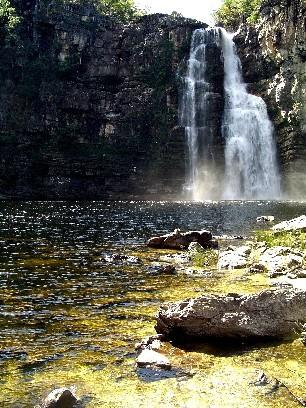
Vattenfall
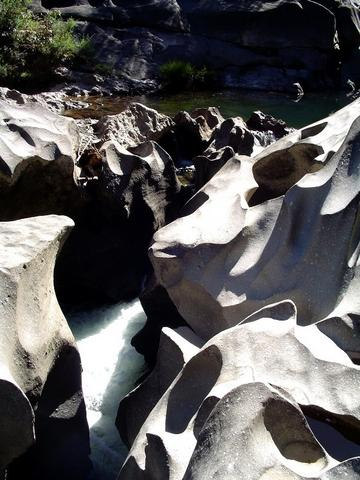
Moon Valley formation (Vale da Lua)
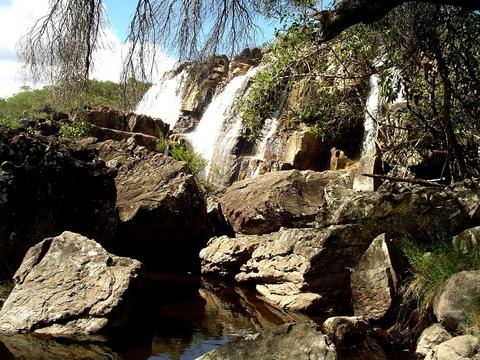
Vattenfall